# مقاطعة ليتل ريفر (أركنساس)
مقاطعة ليتل ريفر (بالإنجليزية: Little River County)‏ هي إحدى مقاطعات ولاية أركنساس في الولايات المتحدة الأمريكية.

## أعلام
- جيف ديفيس